# Янозлу
Янозлу (на гръцки: Καρποφόρο, Карпофоро, на катаревуса: Καρποφόρον, Карпофорон, до 1927 година Γιανουσλού, Януслу) е село в Република Гърция, разположено на територията на дем Бук (Паранести), област Източна Македония и Тракия.

## География
Селото е разположено в Южните Родопи, северозападно от Бук.

## История
В края на XIX век Янозлу е село в Драмската кааза на Османската империя. След Междусъюзническата война попада в Гърция. В 1913 година населението му е пресметнато към това на Бук, а в 1920 година има 35 жители. В 1923 година населението на Янозлу е изселено в Турция, а в селото са настанени гръцки бежанци. В 1927 година името на селото е сменено на Карпофорон. Към 1928 година селото е изцяло бежанско с 15 семейства и общо 61 души.
Населението произвежда тютюн, жито и други земеделски продукти и се занимава частично със скотовъдство.
| Година    | 1913 | 1920 | 1928 | 1940 | 1951 | 1961 | 1971 | 1981 | 1991 | 2001 | 2011 | 2021 |
| --------- | ---- | ---- | ---- | ---- | ---- | ---- | ---- | ---- | ---- | ---- | ---- | ---- |
| Население |      | 35   | 73   | 103  | 112  | 139  | 81   | 53   | 50   | 69   | 26   | 16   |